# ルイス・スティルウェル
ルイス・スティルウェル（Lewis B. Stillwell, 1863年 - 1941年1月）は、ペンシルベニア州スクラントン出身の電気工学者で、1909年から1910年まで、IEEEの前身のAIEEの会長を務めた。1885年にリーハイ大学を卒業し、その後ウェスティングハウス・エレクトリック等でチャールズ・スコットやベンジャミン・ランメらと交流システムの開発を行った。また、1895年に開業したナイアガラ滝の最初の水力発電所の建設にも尽力した。「電子工学に対する顕著な功績と電気エネルギーの産生、分配、利用に関する草分け的研究」に対してAIEEのランメメダルとIEEEのエジソンメダルを受賞した。